# Metatorbernit

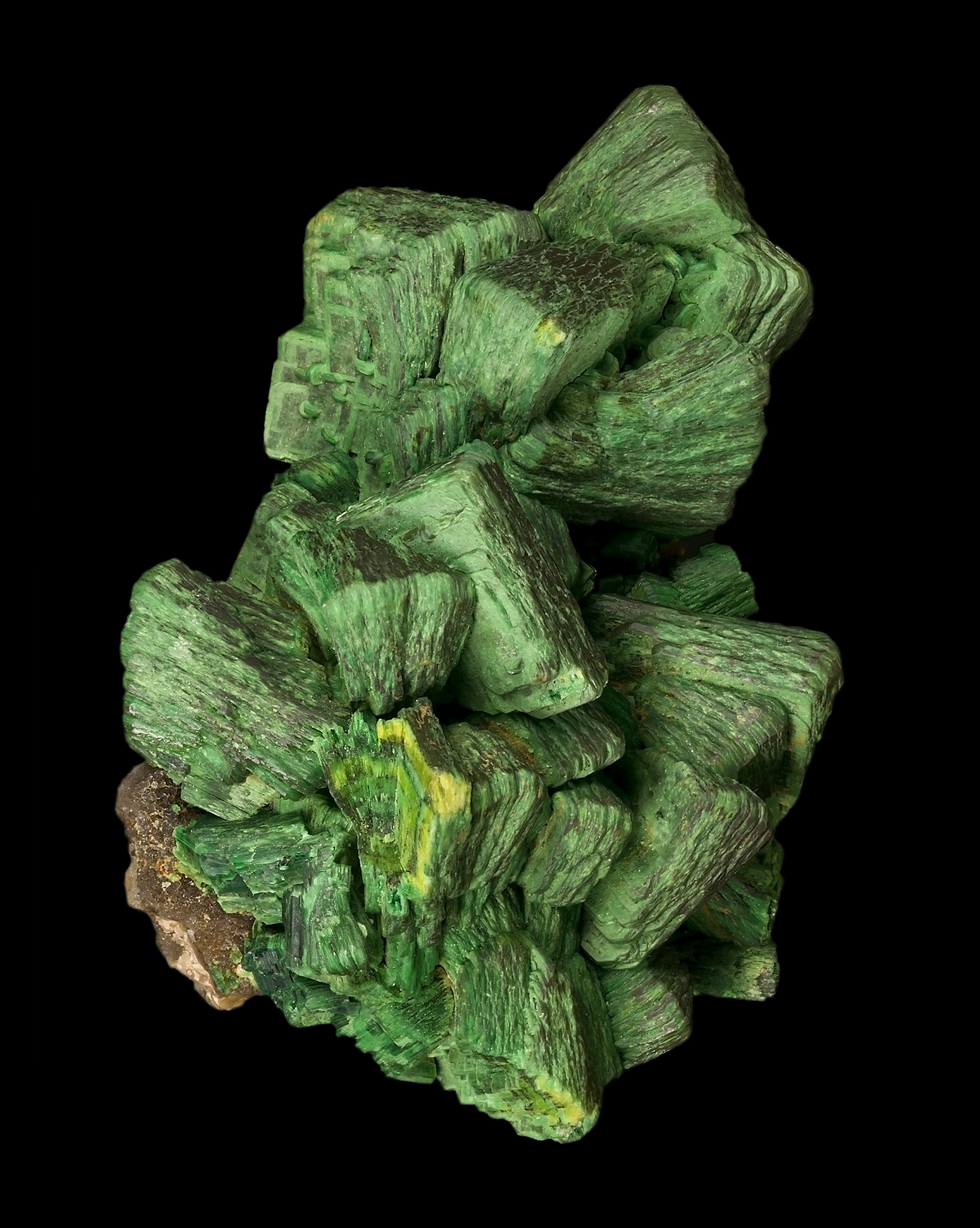
Metatorbernit

A metatorbernit a torbernit kisebb víztartalmú változata, önállóan megjelenő ásvány. Réztartalmú hidratált uránfoszfát, az uráncsillám ásványcsoport tagja. Tetragonális rendszerben lapos, táblás kristályokban, földes tömegekben fordul elő.
- Kémiai képlete: Cu(UO2)2(PO4)2×8H2O.
- Sűrűsége: 3,7-3,8 g/cm³.
- Keménysége: 2,5 nagyon lágy ásvány (a Mohs-féle keménységi skála szerint).
- Színe: világos sárgától a sötétsárgáig, halványzöld.
- Fénye: üvegfényű vagy matt.
- Porszíne: világossárga.
- Jellemző összetétele:
- CuO: 8,5%
- UO2: 57,6%
- P2O5: 15,2%
- H2O: 15,3%

- Egyebekben lásd→ Torbernit.